# Losari Lor (Losari)
Losari Lor is een bestuurslaag in het regentschap Cirebon van de provincie West-Java, Indonesië. Losari Lor telt 5508 inwoners (volkstelling 2010).